# República Livre do Congo
A República Livre do Congo (em francês:  République Libre du Congo), muitas vezes referida como Congo-Stanleyville, foi um governo rival de curta duração do Congo-Léopoldville baseado no leste do Congo e liderado por Antoine Gizenga.
Após o assassinato do primeiro-ministro Patrice Lumumba em setembro de 1960 no contexto da Crise do Congo, a maioria de seus apoiadores romperam com o governo de Léopoldville (atual Quinxassa). Sob o vice de Lumumba, Antoine Gizenga, os militantes do partido Movimento Nacional Congolês se organizaram em Stanleyville (atual Quissangane) e em dezembro declararam seu próprio governo como sucessor legal da administração do primeiro-ministro. Gizenga rapidamente acumulou força militar e, em fevereiro de 1961, ocupou vastas porções do território quinxassa-congolês. Em agosto, as negociações entre os dois governos resultaram na concordância do Gizenga em se retirar. Ele regressou para o cargo de vice sob o novo primeiro-ministro, Cyrille Adoula. Ainda assim, Gizenga se distanciou da administração central e reconstruiu seu próprio poder político e militar. O governo rival não foi totalmente reintegrado ao Congo-Léopoldville até que Gizenga foi preso em janeiro de 1962.